# Oana Pantelimon
Oana Manuela Muşunoi-Pantelimon, geboren als Oana Musunoi, (Tecuci, 27 september 1972) is een Roemeense atlete, die gespecialiseerd is in het hoogspringen. Ze nam tweemaal deel aan de Olympische Spelen.
Bij de Olympische Spelen van 2000 eindigde ze op de derde plaats, gelijk met Kajsa Bergqvist uit Zweden. Omdat ze precies dezelfde score hadden deelden ze de bronzen medaille. Pantelimon sprong bij deze Olympische Spelen een persoonlijk record van 1,99 meter, waarmee ze haar pr verbeterde met vijf centimeter.
Pantelimon heeft na de Olympische Spelen van 2000 geen medailles meer gehaald. Ze werd negende bij de wereldkampioenschappen atletiek 2001, achtste bij het Europese Kampioenschap indooratletiek in 2002, vierde bij het Europese Kampioenschap Atletiek in 2002, negende bij het Wereldkampioenschap indooratletiek, zevende bij de Olympische Spelen van 2004 en negende bij het Europese Kampioenschappen indooratletiek in 2005. Ze heeft ook meegedaan aan het WK 2003 en WK 2005, maar ze heeft zich niet voor de laatste ronde weten te kwalificeren. Een sprong van 1,95 in 2005 is haar beste sinds het seizoen in 2000.

## Titels
- Roemeens kampioene hoogspringen (outdoor) - 1993, 1999, 2001, 2003
- Roemeens kampioene hoogspringen (indoor) - 2006, 2007
- Balkan kampioene hoogspringen - 1996, 2000, 2002

## Persoonlijke records
| Onderdeel              | Prestatie | Datum             | Plaats     |
| ---------------------- | --------- | ----------------- | ---------- |
| hoogspringen (outdoor) | 1,99 m    | 30 september 2000 | Sydney     |
| hoogspringen (indoor)  | 1,95 m    | 15 maart 2003     | Birmingham |

## Palmares
- 2000:  OS - 1,99 m
- 2001: 9e WK - 1,90 m
- 2001:  - 1,84 m
- 2002: 8e EK indoor - 1,90 m
- 2002: 4e EK - 1,89 m
- 2002:  Europacup - 1,93 m
- 2003: 9e WK indoor - 1,92 m
- 2003:  Militaire Wereldspelen - 1,86 m
- 2004: 7e OS - 1,93 m
- 2005: 9e EK indoor - 1,85 m
- 2005: 6e Europacup - 1,85 m
- 2006: 9e Europacup - 1,80 m